# International Fellowship of Evangelical Students
International Fellowship of Evangelical Students, kortweg IFES, is een wereldwijde organisatie van christenstudenten, met als hoofddoel het verspreiden van het evangelie. Het hoofdkantoor van de organisatie bevindt zich in Oxford. Sinds 2021 is Tim Adams het hoofd van de organisatie. 

## Ontstaansgeschiedenis
In 1947 werd in Boston (VS) het initiatief genomen voor een overkoepelende wereldorganisatie van christenstudenten. Vertegenwoordigers uit Australië, Nederland, Groot-Brittannië, Canada, China, Frankrijk, Nieuw-Zeeland, Noorwegen, Zwitserland en de Verenigde Staten kwamen bijeen met als doel om op iedere universiteit, in elk land, studenten het evangelie te laten vertellen. 
Eind 20e eeuw was IFES uitgegroeid tot een beweging in 140 landen. Slechts in 30 landen zat nog geen officiële IFES-beweging: de meeste moslimlanden en China, dat enkele jaren na de oprichting van IFES communistisch werd. De Chinese IFES-beweging bleef bestaan, maar moest daarvoor wel ondergronds. Om de eenheid onder christenstudenten te bevorderen, laat IFES in principe slechts één (koepel)organisatie per land toe tot de organisatie. Landen waarin meerdere talen gesproken worden, zoals België, vormen hierop een uitzondering. Zo kent België zowel een Vlaamse (Ichtus) als een Waalse tak (Groupes Bibliques Universitaires). IFES-Nederland is de Nederlandse tak van de IFES-gemeenschap.

## Activiteiten
IFES organiseert jaarlijks verschillende activiteiten, waaronder:
- De World Assembly, waarbij uit elk bij IFES aangesloten land enkele afgevaardigden bij elkaar komen om elkaar te sterken in het geloof, en te zoeken naar oplossingen voor problemen waarmee de wereld te kampen heeft. In 2003 werd de World Assembly gehouden in conferentieoord De Bron bij het Nederlandse Dalfsen. Het was het tot dan toe meest internationale evenement in de IFES-geschiedenis.
- Regionale conferenties voor studenten, waarbij gezongen en gebeden wordt, samen gesport en gegeten, workshops gehouden worden over vele onderwerpen, en studenten in aanraking komen met studenten uit andere culturen en zo van elkaar leren. Voor Europa en Eurazië (Europa, Israël en de landen uit de voormalige Sovjet-Unie) is dit de vierjaarlijkse European Student Evangelism Conference, die de afgelopen decennia onder andere werd gehouden in Warschau (1994), Marburg (1997), Aschaffenburg (2000), Gyor (2004) en Linz (2008).
- Zogeheten Summer- of Yearteams, waarbij studenten en pas afgestudeerden een vakantie of een heel jaar lang in een team komen met studenten uit verschillende landen, en met die teams evangelisatie- en ontwikkelingswerk uitvoeren.

## Lokale IFES-Groepen
Doordat IFES het beleid hanteert dat alle christenen een eenheid zouden moeten vormen, staat IFES per land doorgaans maar één christelijke beweging toe. In landen waar echter verschillende talen worden gesproken, worden meerdere verenigingen oogluikend toegestaan. Leden van IFES zijn onder meer: 
- Australië: Australian Fellowship of Evangelical Students
- België (Nederlandstalig): Ichtus
- België (Franstalig): Groupes bibliques universitaires
- Bosnië en Herzegovina: Evanđeosko Udruženje Studenata u Federaciji Bosne i Hercegovine (EUSFBiH)
- Bulgarije: Български Християнски Студентски Съюз (Bulgarski Hristianski Studentski Sayuz)
- Canada: Inter-Varsity Christian Fellowship of Canada
- Denemarken: Kristeligt Forbund for Studerende
- Duitsland: Studentenmission in Deutschland
- Frankrijk: Groupes bibliques universitaires
- Griekenland: Συνδεσμοσ Χριστιανον Ευαγγελικων Φοιτιτων (Syndesmos Hristianon Evaggelikon Foititon)
- Groot-Brittannië: UCCF
- Hongkong: Fellowship of Evangelical Students
- India: Union of Evangelical Students of India
- Indonesië: Perkantas
- Israël: Fellowship of Christian Students in Israel
- Kameroen: Groupes bibliques des Élèves et Étudiants du Cameroun
- Kroatië: Studentski evanđeoski pokret (Kroatië)
- Nederland: IFES-Nederland
- Nieuw-Zeeland: TSCF (Tertiary School Christian Fellowship)
- Noorwegen: Norges Kristelige student- og skoleungdomslag
- Oostenrijk: Österreichische Studentenmission
- Zuid-Korea: Inter-Varsity Christian Fellowship
- Taiwan: Campus Evangelical Fellowship
- Tsjechische Republiek: Univerzitni krestanske hnuti
- Verenigde Staten: InterVarsity Christian Fellowship
- Zwitserland (Duitstalig): VBG
- Zwitserland (Franstalig): GBEU Groupes Bibliques des Écoles et Universités (französische Schweiz)

In Europa en Eurazië bevinden zich anno 2006 zo'n 50 IFESgroepen.